# V.League 1 (2004)
V.League 1 (2004) – 21. edycja najwyższej piłkarskiej klasy rozgrywkowej w Wietnamie. W rozgrywkach wzięło udział 12 drużyn, grając systemem kołowym. Sezon rozpoczął się 4 stycznia, a zakończył 20 czerwca 2004 roku. Tytuł obroniła drużyna Hoàng Anh Gia Lai. Tytuł króla strzelców zdobył Nigeryjczyk Amaobi Honest, który w barwach klubu Sông Đà Nam Định strzelił 15 bramek.

## Drużyny
| - LG Hà Nội ACB - Gạch Đồng Tâm Long An - Thép Viet-Úc Hajfong – beniaminek - SHB Ðà Nẵng - Delta Đồng Tháp - Sông Đa Nam Định | - Sông Lam Nghệ An - Becamex Bình Dương – beniaminek - Thể Công - Binh Dinh FC - NHĐA Thép Pomina - Hoàng Anh Gia Lai |

## Tabela końcowa
|    | Klub                  | M  | Z  | R  | P  | Br+ | Br- | Br+/- | Pkt | Uwagi                                              |
| 1  | Hoàng Anh Gia Lai     | 22 | 14 | 4  | 4  | 40  | 15  | +25   | 46  | Mistrz Azjatycka Liga Mistrzów 2006 – faza grupowa |
| 2  | Sông Đà Nam Định      | 22 | 13 | 5  | 4  | 30  | 23  | +7    | 44  |                                                    |
| 3  | Gạch Đồng Tâm Long An | 22 | 12 | 2  | 8  | 41  | 33  | +8    | 38  |                                                    |
| 4  | Sông Lam Nghệ An      | 22 | 9  | 10 | 3  | 38  | 17  | +19   | 37  |                                                    |
| 5  | LG Hà Nội ACB         | 22 | 11 | 3  | 8  | 30  | 26  | +4    | 36  |                                                    |
| 6  | Becamex Bình Dương    | 22 | 7  | 7  | 8  | 24  | 24  | 0     | 28  |                                                    |
| 7  | Bình Định FC          | 22 | 7  | 6  | 9  | 22  | 30  | –8    | 27  | Azjatycka Liga Mistrzów 2006 – runda eliminacyjna  |
| 8  | Delta Đồng Tháp       | 22 | 7  | 4  | 11 | 23  | 29  | –6    | 25  |                                                    |
| 9  | SHB Đà Nẵng           | 22 | 5  | 9  | 8  | 27  | 28  | –1    | 24  |                                                    |
| 10 | Thép Viet-Úc Hajfong  | 22 | 7  | 1  | 14 | 22  | 37  | –15   | 22  |                                                    |
| 11 | Thể Công              | 22 | 5  | 5  | 12 | 20  | 39  | –19   | 20  | Spadek                                             |
| 12 | NHĐA Thép Pomina      | 22 | 4  | 6  | 12 | 22  | 38  | –16   | 18  | Spadek                                             |

Źródło: RSSSF